# Uitgeverij Holland
Uitgeverij Holland (Uitgeversmaatschappij Holland) is een zelfstandige Nederlandse uitgeverij van boeken die in 1921 werd opgericht door Jan Bernard van Ulzen in Amsterdam.

## Van 1921 tot 1951
Na enkele jaren als vertegenwoordiger van een uitgeverij werkzaam te zijn geweest, vestigde Jan van Ulzen een eigen uitgeverij in zijn woonhuis aan de Admiraal de Ruijterweg in Amsterdam. De eerste uitgaven werden onder andere gefinancierd door zijn echtgenote die een succesvol coupeuse was geweest in Parijs. Na enkele jaren konden kantoor en magazijn aan de Herengracht 149 betrokken worden. De bovenste verdiepingen van dit pand werden benut als magazijn. 
Onder het bewind van Van Ulzen werden vooral sociaal, christelijke boeken uitgegeven. Belangrijke Nederlandse schrijvers uit de beginjaren waren Wilma Vermaat, Diet Kramer, Kornelis Heiko Miskotte en Willem de Mérode In 1923 werd uitgeverij Holland de uitgever van het Protestants Christelijk letterkundig tijdschrift Opwaartsche Wegen, waarvan 17 jaargangen zijn verschenen. In 1950 werd Holland de uitgever van poëziereeks De Windroos onder redactie van Ad den Besten.

## Van 1951 tot 1981

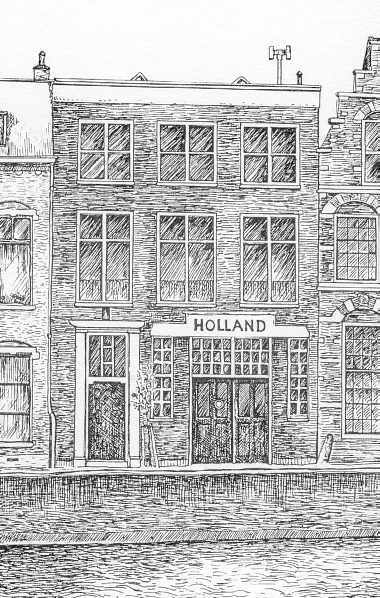
Magazijn en kantoor van Uitgeverij Holland aan het Spaarne in Haarlem

In 1951 werd Jan Bernard van Ulzen bijgestaan door zijn zoon Rolf van Ulzen, die hem in het begin van de jaren zestig opvolgde. In 1964 verhuisde de uitgeverij naar de huidige verblijfplaats in Haarlem. De behuizing aan de Herengracht in Amsterdam voldeed niet meer. Rolf van Ulzen was gestart met deelname aan grote, internationale coproducties van omvangrijke non-fictie boeken. De zolders op de Herengracht waren te kleinschalig en niet geschikt voor dit soort boeken. Aanvankelijk werd externe magazijnruimte gehuurd. Het pand aan het Spaarne bood een blijvende oplossing met een magazijn op de begane grond. In de non-fictie lijn werden circa 50 titels gepubliceerd over verschillende onderwerpen, zoals zoogdieren, vogels en vissen, antiek, mode, prehistorie, insecten en planten. Verder werden vele grote sprookjesboeken in coproductie gepubliceerd. In 1955 startte hij met kinderboeken, die aanvankelijk in de Bonte Boekjes reeks werden uitgegeven. Hij benaderde daarvoor de dichters uit die jaren. “Ja,” zie hij daarover, “ik dacht bij mezelf: dichters hebben oog voor verwondering zoals die ook bij kinderen leeft.”
Belangrijke schrijvers uit deze jaren waren:
- Hans Andreus,
- Paul Biegel,
- Mies Bouhuys,
- Mieke van Hooft,
- Harriet Laurey.

De kinderboeken werden veelal geïllustreerd uitgegeven met tekeningen van onder andere 
- Carl Hollander
- Babs van Wely,
- Fiep Westendorp

Gedurende zijn gehele uitgeversloopbaan heeft Rolf van Ulzen gedichten uitgegeven, zowel als individuele bundel als in serie in De Windroos-reeks

## Van 1981 tot heden
In 1981 werd Rolf van Ulzen bijgestaan door zijn zoon Ruurt van Ulzen, die in 1987 de huidige uitgever werd. Onder zijn bewind werd onder andere een aantal kinderboekenschrijvers aan het kinderboekenfonds toegevoegd, zoals onder andere:  
- Simone Arts,
- Bies van Ede,
- Wilma Geldof,
- Thijs Goverde,

- Leny van Grootel,
- Henk Hardeman,
- Theo Hoogstraaten
- Gonneke Huizing,

- Tanja de Jonge,
- Rom Molemaker,
- Theo Olthuis,
- Ellen Stoop,

Regelmatig debuteren schrijvers, zo is in het voorjaar van 2016 Anouk Saleming  gedebuteerd met de titel Paradise Now in het kinder- en jeugdboekenprogramma van uitgeverij Holland. In 2017 werd dit boek bekroond met de Debuutprijs van de Jonge Jury.
In 1997 werd een reeks voor jongeren vanaf 12 jaar opgezet, genaamd Life jeugdboeken. Vanaf 2000 worden ook steeds meer boeken in serie uitgegeven, zoals:
- de Ploenk-serie van Henk Hardeman,
- De Meesterdief-serie van Thijs Goverde,
- Nigel en Fleur-serie van Gonneke Huizing,
- De Vampierzusjes van Franziska Gehm,
- Flo's Dierenpension van Sarah Bosse
- Hugo-serie van Sabine Zett

### Dramatiseringen
Boeken worden vaak gedramatiseerd tot bioscoopfilm, toneelvoorstelling, televisieserie etc. Zo verscheen onder meer van: 
- De vloek van Woestewolf (Paul Biegel) een televisieserie,
- De Tasjesdief (Mieke van Hooft) een bioscoopfilm,
- De kleine kapitein (Paul Biegel) een musical,
- Een brug naar Terabithia (Katherine Paterson) de bioscoopfilm Bridge to Terabithia
- De Vampierzusjes (Franziska Gehm) de gelijknamige bioscoopfilm.

## Vertaalde schrijvers
Naast scripts van oorspronkelijke schrijvers worden ook boeken van buitenlandse schrijvers in vertaling uitgebracht, zoals onder andere:

### Uit het Engels
- Susan Cooper
- Gary Crew
- Scott O'Dell
- Paula Fox
- Mary Frances Hendry
- Mollie Hunter
- Gene Kemp
- Sue Mayfield
- Mary Norton
- Katherine Paterson
- Arthur Ransome
- William Shakespeare
- Elizabeth George Speare
- Catherine Storr
- Mildred D. Taylor

### Uit het Duits
- Karl Bruckner
- Willi Färhrmann
- Ursula Fuchs
- Franziska Gehm
- Tilde Michiels
- Gudrun Mebs
- Tillman Röhrig
- Gustav Schwab
- Ingid Uebe
- Nele Neuhaus

### Uit andere talen
- Torill Hauger
- Maria Gripe
- Maurice Druon
- Eeva Kilpi
- Marita Lindquist